# Guadalupe Siete Cerros
Guadalupe Siete Cerros är en ort i Mexiko.   Den ligger i kommunen San Francisco Chapulapa och delstaten Oaxaca, i den sydöstra delen av landet, 300 km sydost om huvudstaden Mexico City. Guadalupe Siete Cerros ligger 1 499 meter över havet och antalet invånare är 351.
Terrängen runt Guadalupe Siete Cerros är bergig åt sydväst, men åt nordost är den kuperad. Runt Guadalupe Siete Cerros är det glesbefolkat, med 17 invånare per kvadratkilometer. Närmaste större samhälle är San Felipe Usila, 19,7 km öster om Guadalupe Siete Cerros. I omgivningarna runt Guadalupe Siete Cerros växer i huvudsak städsegrön lövskog.